# Minut sa njom
Minut s njom, sedamnaesti studijski album srpskog rock sastava Riblja čorba. Objavljen je 5. veljače 2009. u izdanju diskografske kuće City Records.

## Popis pjesama
Tekstovi: Bora Đorđević. 
| Br. | Skladba                                     | Skladatelj         | Trajanje |
| --- | ------------------------------------------- | ------------------ | -------- |
| 1.  | »Radiću šta god hoću«                       | Đorđević           |          |
| 2.  | »Gde li je ljubav«                          | Đorđević           |          |
| 3.  | »Bože, koliko je volim«                     | Đorđević           |          |
| 4.  | »Krilati pegazi«                            | Milatović          |          |
| 5.  | »Odlazim«                                   | Đorđević           |          |
| 6.  | »Minut sa njom«                             | Đorđević           |          |
| 7.  | »Uspomene«                                  | Božinović          |          |
| 8.  | »Moj jenki going hom (prokleta je Amerika)« | Đorđević           |          |
| 9.  | »Muško od plastelina«                       | Đorđević           |          |
| 10. | »Orfej«                                     | Đorđević / Aleksić |          |
| 11. | »Razmažena devojčica«                       | Aleksić            |          |
| 12. | »Dan zaljubljenih«                          | Zorić / Đorđević   |          |
| 13. | »Ja se zaista ne sećam«                     | Đorđević           |          |

## Izvođači
| - Bora Đorđević - vokal - Miša Aleksić - bas-gitara - Vidoja Božinović - gitare - Miroslav "Vicko" Milatović - bubnjevi - Nikola Zorić - klavijature | - Đorđe David - prateći vokal u pjesmi "Krilati pegazi" (gost) |

### Produkcija
- Goran Šimpraga - inženjer zvuka
- Milan Popović - glazbeni producent
- Nenad Dragičević - tehnička podrška
- Dragoslav Gane Pecikoza - izvršni producent
- Jugoslav i Jakša Vlahović - ilustracija, fotografija i dizajn

## Vanjske poveznice
- Discogs.com - Riblja Čorba - Minut sa njom